# Kerozin
Kerozin je brezbarven vnetljiv ogljikovodik, ki se pridobiva z destilacijo surove nafte. Je tekoča frakcija z vreliščem od 150 °C do 300 °C. Sestavljajo ga alkani z 11 do 14 ogljikovih atomov. Uporablja se kot gorivo za reaktivne, turbopropelerske, turboventilacijske in turbogredne motorje letal, za izdelavo detergentov itd. Ime kerozin izhaja iz grške besede keros (vosek).
Kerozin je razvrščen med nevarne pripravke, saj lahko ob zaužitju povzroči poškodbo pljuč. Ponavljajoče izpostavljanje lahko povzroči izsušitev in razpokanje kože.
O procesu destilacije surove nafte/petroleja v kerozin kakor tudi ostalih ogljikovodičnih spojin so bili prvi zapisi že v 9 stoletju  po perzijskem učenjaku Rāzi-ju (or.Rhazes) v njegovi Kitab al-Asrar (Knjiga skrivnosti), kjer fizik in kemik Razi opisuje dve metodi za pridobivanje kerozina, imenovanega naft abyad (نفط ابيض"bela nafta"), z uporabo aparata imenovanega alembic. Z eno metodo uporabi glino kot absorbent, z drugo pa za to uporabi ammonium chloride (sal ammoniac). Proces destilacije je ponavljal tako dolgo da je bilo večina hlapne ogljikovodične frakcije odstranjene in je bil končni proizvod perfektno čist in varno gorljiv.
Abraham Gesner kanadski fizik in geolog je prvi zdestiliral kerozin iz bituminoznega premoga in olja skriljevca eksperimentalno leta 1846; komercialna proizvodnja pa sledi leta 1854.(vir:Wikipedia)